# 关胜
关勝是小說《水滸傳》中的人物，乃关羽嫡传子孙，綽號“大刀关胜”。原為北宋將領，后與梁山交戰失利，於是與副將宣贊及郝思文投降梁山，成為梁山第五位頭領。

## 生平
关胜为汉末三国名將关羽的后代，生得“堂堂八尺五六身躯，细细三柳髭髯，两眉入鬓，凤眼朝天，面如重枣，唇若涂朱”，兵器跟坐骑为青龍偃月刀與赤兔馬，武勇超群，人称大刀关胜。
关胜原任浦东巡检，因北京大名府被围，太师蔡京派他前去解救。他以围魏救赵之计，与郝思文、宣贊等领一万千精兵杀奔梁山泊。宋江只好退兵，回救梁山泊。
关胜先胜了几场，捉了几个梁山泊好汉。后来他与宋江对阵，并未取胜，宋江却下令收兵。原来宋江派呼延灼假装投誠朝廷，騙关胜进攻梁山泊，关胜中了埋伏被擒，宋江亲解其缚，关胜决定归顺梁山泊。
蔡京保举水火双将單廷珪和魏定國率军讨伐梁山泊，宋江听闻，想对策，关胜自告奋勇，与郝思文、宣贊领兵杀奔此州，不料到郝思文、宣贊冲入敌阵被擒，关胜败退。后来关胜再战單廷珪，引他追赶，把它拍落马，他投降，又引魏定國归顺梁山泊。梁山108星大聚义后，关胜被封为马军五虎之首。
关胜隨宋江征遼國、田虎、王慶及方腊时立下功劳颇多，如斬杀遼將兀顏光及方將錢鵬舉，並招降了河北大將唐斌。
征方腊时与江南四大元帅之一的石宝多次战成平手，认为其“刀法不在己之下”，并成功识破其暗器“流星锤”。平定方腊后归朝，受封为正将，任大名府平马总管。后因饮酒过多失足坠马，重伤而死。

## 影視形象
- 1972年邵氏电影《群英会》，第三部分《白水滩》讲述梁山后代闹法场的故事，由吴池钦饰演关胜。
- 1998年央视版《水浒传》：李振起饰演关胜，只在最后一集金殿受封时出场。
- 2011年版《水浒传》：宝力高饰演关胜。
- 2013年版《水浒人物谱之大刀关胜》：那家威饰演关胜。